# Красные Поляны (Нижегородская область)
Красные Поляны — опустевшая деревня в составе Глуховского сельсовета в Воскресенском районе Нижегородской области.

## География
Находится в левобережье Ветлуги на расстоянии примерно 20 километров по прямой на восток от районного центра поселка  Воскресенское.

## История
Деревня была основана в XX веке, население было занято в системе лесозаготовок.

## Население
Постоянное население не было учтено как в 2002 году, так и в 2010 .